# Liste der Monuments historiques in Surbourg
Die Liste der Monuments historiques in Surbourg führt die Monuments historiques in der französischen Gemeinde Surbourg auf.

## Liste der Bauwerke
| Bezeichnung                         | Beschreibung                                    | Standort                         | Kennzeichnung | Schutzstatus | Datum | Bild           |
| ----------------------------------- | ----------------------------------------------- | -------------------------------- | ------------- | ------------ | ----- | -------------- |
| Wohnhaus                            | Fachwerkhaus mit hebräischer Inschrift von 1724 | 4 rue du Maréchal Leclerc (Lage) | PA00085201    | Inscrit      | 1984  | weitere Bilder |
| Stiftskirche Sts-Martin-et-Arbogast | zwischen 1050 und 1060 erbaut                   | Place de l’Église (Lage)         | PA00085200    | Classé       | 1874  | weitere Bilder |